# Сулейман-бей I Джандарид
Сулейман-бей I (тур. I. Süleyman Bey; — ум. до 1341) — второй бей бейлика Джандарогуллары и сын основателя бейлика, эмира Шемседдина Ямана Джандара. Сулейман расширил территорию бейлика, присоединив к Кастамону Сафранболу и Синоп. В период его правления Кастамону и Синоп посещал Ибн Баттута. Примерно в 1340/41 году Сулейман был смещён старшим сыном Ибрагимом и был вынужден уехать из столицы Кастамону в Синоп. Время смерти Сулеймана точно неизвестно.

## Биография
Бейлик Джандаридов был основан на землях Чобанидов. Чобанид Музафферуддин Явлак Арслан поддержал Кылыч Арслана, проигравшего в борьбе за трон Масуду, и вместе с семьёй был казнён Масудом. После этого (в 1293 или 1295 году) владения Явлака Арслана — Кастамону и его окрестности ильхан Гайхату передал Шемседдину Яману Джандару.
После смерти эмира Джандара (время неизвестно) беем стал сын эмира Джандара, Сулейман. Выживший сын Явлака Арслана Чобанида, Махмуд-бей, решил вернуть наследие отца и вторгся в Кастамону. Сулейман отступил в Эфлани для сбора сил, а затем он внезапно совершил набег на Кастамону, захватил город и 16 июля 1309 года убил Махмуда-бея в его дворце. Так Сулейман I отстоял своё право на Кастамону.
Когда в 1314 году эмир Чобан, визирь Абу Саида, прибыл в Анатолию, Сулейман I приветствовал его, засвидетельствовав свою лояльность. До смерти ильхана Абу Саида Бахадур-хана в 1335 году Сулейман продолжал признавать суверенитет ильханов и посылать дань.
Правитель соседнего бейлика Перванэогуллары Гази Челеби, не имел сыновей и, желая обеспечить безопасность для жителей бейлика, ещё при жизни признал суверенитет Сулеймана Джандарида. В 1322 году Гази Челеби, потреблявший гашиш в больших количествах, умер, ударившись головой о дерево во время охоты. После этого Сулейман I присоединил земли Перванидов к своим и отдал Синоп в правление своему старшему сыну Гиясуддину Ибрагиму. Затем он захватил Сафранболу и передал его в управление второму сыну Али. С 1327 года Сулейман называл себя султаном.
В 1332 году Кастамону, Синоп и Сафранболу посещал Ибн Баттута. Он встречался с Сулейманом I и Ибрагимом. В 1339 году Ибрагим, правивший Синопом, восстал против отца, сместил его и стал правителем в Кастамону. Причиной восстания было желание Сулеймана I передать Кастамону своему младшему сыну Чобану. Сулейман I правил в бейлике более тридцати лет. Как умер Сулейман I неизвестно, по-видимому, это произошло не позднее 1341 года. Так же неизвестна судьба его младшего сына. Поскольку Ибн Баттута писал, что Сулейману I в 1332 году было более 70 лет, то на момент смерти ему было около восемьдесяти лет. На одной из гробниц (не сохранившейся) в мевлевихане (дервишская ложа ордена Мевлеви) в Кастамону была табличка с надписью «Мевлана Джандари Сулейман-паша». Возможно, это было его захоронение.

## Семья
Ибн Баттута писал, что у Сулеймана трое сыновей:
- Ибрагим, бей Синопа второй -
- Али, бей Сафранболу
- Чобан, любимый младший сын.

## Личность
Аль-Умари писал, что Сулейман I «владел сорока городами и замками, даже больше, и что у него было двадцать пять или тридцать тысяч всадников», и что он поддерживал дружеские отношения с государством мамлюков. В городе Ташкёпрю в 1329 году Сулейман-паша отремонтировал медресе, построенное Явлаком Арсланом. Кастамону по словам Ибн Баттута, пробывшего в нём сорок дней, был одним из крупнейших и красивейших городов в Анатолии с удивительно низкими ценами.
Ибн Баттута назвал Сулеймана I «прославленный Сулайман Падишах» и описывал его как человека с красивым лицом, длинной бородой, с величавой и почтенной фигурой. Сулейман проводил время вместе с учёными и праведниками. Он посадил Ибн Баттуту рядом и расспрашивал его о путешествиях. У Сулеймана был обычай каждый день принимать пищу в зале для аудиенций, когда подавали еду, то открывали двери и «никому, будь то горожанин или кочевник, незнакомец или путешественник» не запрещалось разделить с ним пищу. Ахмет Эфлаки писал, что внук Джелаладдина Руми Ариф Челеби два раза приезжал к Сулейману в Кастамону.